# Radula splendida
Radula splendida là một loài rêu trong họ Radulaceae. Loài này được M. A. M. Renner & Devos mô tả khoa học đầu tiên năm 2010.